# Guerra civil de Guinea-Bisáu
La guerra civil de Guinea-Bisáu fue provocada por un golpe de Estado contra el presidente João Bernardo Vieira, dirigido por el general de brigada Ansumane Mané en junio de 1998. Los enfrentamientos entre las fuerzas gubernamentales, apoyadas por los estados vecinos, y los rebeldes finalmente resultaron en un acuerdo de paz en noviembre de 1998, que preveía un gobierno de unidad nacional y la celebración de nuevas elecciones en el próximo año. Un brote posterior y breve de hostilidades en mayo de 1999 terminó en el derrocamiento de Vieira.

## Tensión previa al conflicto
En enero de 1998, diez separatistas de la región senegalesa de Casamance fueron asesinados, y otros cuarenta fueron detenidos, tras los enfrentamientos con las fuerzas armadas en dos ciudades en la frontera norte de Guinea-Bisáu.
Se desplegaron refuerzos de las fuerzas armadas en la frontera con Senegal para evitar nuevas incursiones guerrilleras. A finales de enero, tras la toma de un alijo de armas por soldados de Guinea-Bisáu, varios oficiales de las fuerzas armadas fueron arrestados y acusados de suministrar armas a los separatistas de Casamance. A principios de febrero, el ministro de Defensa anunció la suspensión del jefe del Estado Mayor de las Fuerzas Armadas, brigadier general Ansumane Mané por motivos de incumplimiento de sus deberes en vista del hecho de que las armas incautadas en los últimos meses habían sido tomadas de un depósito militar de las fuerzas armadas de Guinea-Bisáu.
En marzo de 1998, después de la protesta por parte de la oposición por los retrasos en la organización de las elecciones legislativas, una comisión independiente se estableció para las elecciones nacionales previstas para junio. En abril, Mané, acusó públicamente al Ministro de Defensa y un grupo de oficiales de las fuerzas armadas de su participación en el tráfico de armas a los separatistas de Casamance. En el Sexto Congreso del PAIGC celebrado mayo de 1998, el presidente João Bernardo Vieira fue reelegido presidente del partido. 

## Rebelión y guerra civil
Vieira despidió al suspendido Mané y nombró al general Humberto Gomes para que lo sustituyera, el 6 de junio de 1998. El 7 de junio, las tropas rebeldes liderados por Ansumane Mané se hicieron con el control de los cuarteles militares en Bisáu, así como otros puntos estratégicos de la ciudad, incluyendo el aeropuerto internacional. Mané posteriormente exigió la renuncia de Vieira y su administración y la realización de elecciones libres y democráticas en el mes de julio. Con el apoyo de 1.300 senegaleses y 400 guineanos, las tropas leales al gobierno intentaron sin éxito recuperar el control de zonas en poder de rebeldes resultando en fuertes enfrentamientos. En los días siguientes más de 3.000 extranjeros fueron evacuados de la capital por barco hasta Senegal. Se estima que más de 200.000 residentes de Bisáu huyeron de la ciudad, provocando temores de un desastre humanitario, mientras las hostilidades impedían a las organizaciones de ayuda de emergencia la distribución de alimentos y suministros médicos a los refugiados. La lucha continuó en julio, con muchos miembros de las fuerzas armadas de Guinea-Bisáu desertando hacia el lado de los rebeldes. El 26 de julio, tras la mediación de una delegación de la Comunidad de Países de Lengua Portuguesa (CPLP), el gobierno y los rebeldes acordaron implementar una tregua. El 25 de agosto, representantes del gobierno y los rebeldes se reunieron bajo los auspicios de la CPLP y la CEDEAO en la isla de Sal, Cabo Verde, donde se alcanzó un acuerdo para transformar la tregua existente en un alto el fuego. El acuerdo prevé la reapertura del aeropuerto internacional y el despliegue de fuerzas internacionales para mantener y supervisar el alto el fuego.
En septiembre de 1998, las conversaciones entre el gobierno y los rebeldes se reanudaron en Abiyán, Costa de Marfil. Los rebeldes exigieron que todas las fuerzas de Senegal y Guinea se retiraran del país como condición previa para un acuerdo de paz definitivo, lo que fue rechazado por el gobierno. Los rebeldes, por su parte, rechazó una propuesta para el establecimiento por Senegal de una zona tampón en Guinea-Bisáu a lo largo de la frontera con Casamance. En octubre los rebeldes acordaron una propuesta del gobierno para la creación de una zona desmilitarizada que separa las fuerzas de oposición en la capital. Antes de que la propuesta podría ser formalmente aprobada, el alto el fuego se derrumbó con combates en la capital y otras ciudades. En octubre los rebeldes acordaron una propuesta del gobierno para la creación de una zona desmilitarizada que separa las fuerzas en oposición en la capital.
El 20 de octubre, el gobierno impuso un toque de queda en todo el país, y al día siguiente, el presidente Vieira declaró un alto el fuego unilateral. En ese momento casi la totalidad de las tropas del gobierno habían desertado al lado de los rebeldes, que se cree que controlan aproximadamente el 99% del país. El 23 de octubre, el general Mané aceptó una tregua de 48 horas para dar tiempo a Vieira para aclarar sus propuestas para un acuerdo de paz negociado y se acordó posteriormente para las conversaciones directas que se celebrarían en Banjul, Gambia. En las conversaciones, que tuvieron lugar el 29 de octubre, los rebeldes confirmaron que no buscaban la renuncia de Vieira.

## Resolución de la guerra
Nuevas conversaciones celebradas bajo los auspicios de la CEDEAO en Abuya, Nigeria, resultaron en la firma de un acuerdo de paz el 1 de noviembre. Bajo los términos de acuerdo, las dos partes reafirmaron el alto el fuego del 25 de agosto y se resolvió que la retirada de las tropas senegalesas y guineanas de Guinea-Bisáu lo que se realizó simultáneamente con el despliegue de una fuerza de interposición ECOMOG (fuerzas de supervisión de la CEDEAO), que garantizar la seguridad en la frontera con Senegal. También se acordó que un gobierno de Unidad Nacional se establecería para incluir representantes de los rebeldes y que las elecciones presidenciales y legislativas se celebrarían a más tardar en marzo de 1999.
A principios de noviembre de 1998, se alcanzó un acuerdo sobre la composición de una comisión ejecutiva conjunta de aplicar el acuerdo de paz. Más tarde ese mes, la comisión aprobó la estructura del nuevo gobierno, que fue integrada por diez ministros y siete secretarios de Estado. El 3 de diciembre, Francisco Fadul fue designado primer ministro y más tarde ese mes Vieira y Mané llegaron a un acuerdo sobre la asignación de las carteras de las dos partes. El primer contingente de 100 soldados del ECOMOG llegó a finales de diciembre. Al mismo tiempo, el Consejo de Seguridad aprobó la resolución 1216 que llama a ambas partes para formar un gobierno de unidad nacional y celebrar elecciones a finales de marzo de 1999.
En enero de 1999, Fadul anunció que las elecciones presidenciales y legislativas no tendrían lugar en marzo, como se prevé en el acuerdo de Abuya, y se retrasaría hasta el final del año. También en enero se alcanzó un acuerdo entre el gobierno, los rebeldes y el CEDEAO sobre la fuerza de la fuerza de interposición del ECOMOG, que tenía 710 soldados. También se acordó un calendario para la retirada de las tropas senegalesas y guineanas de Guinea-Bisáu. A finales de enero, sin embargo, se reanudaron las hostilidades en la capital con resultado de numerosas muertes y el desplazamiento de unos 250.000 habitantes. El 9 de febrero, las conversaciones entre el gobierno y los rebeldes producidas en un acuerdo sobre un alto el fuego que preveían la retirada inmediata de las tropas senegalesas y guineanas. En una reunión celebrada en Lomé, Togo, el 17 de febrero, João Bernardo Vieira y Mané Ansumane se comprometieron a nunca recurrir al conflicto armado de nuevo. El 20 de febrero el nuevo gobierno de Unidad Nacional se anunció. El desarme de las tropas rebeldes y las leales al presidente, según lo previsto en el acuerdo de Abuya, comenzó a principios de marzo. La retirada de las tropas de Senegal y Guinea se terminó ese mes después de una prórroga del plazo del 28 de febrero al 16 de marzo debido a problemas logísticos. En abril, un informe fue publicado por la Asamblea Nacional Popular, que exoneró a Mané por cargos de tráfico de armas a los rebeldes de Casamance. Aunque el informe, que había sido puesto en libertad en junio de 1998 cuando comenzaron las hostilidades, pidió la reincorporación de Mané como jefe del Estado Mayor de las fuerzas armadas, reveló que la guardia presidencial del presidente Vieira había sido fuertemente implicada en el tráfico de armas. La Consolidación de la Paz de las Naciones Unidas Oficina de Apoyo en Guinea-Bisáu se creó posteriormente para supervisar las elecciones generales y la aplicación del Acuerdo de Abuya.

## Golpe de Estado
A principios de mayo de 1999, Vieira anunció que las elecciones legislativas y presidenciales tendrán lugar el 28 de diciembre. El 7 de mayo, con una condena generalizada por la comunidad internacional, el presidente João Bernardo Vieira fue derrocado por la junta militar rebelde. La lucha había estallado en Bisáu el día anterior, cuando las tropas rebeldes tomaron arsenales de armas que se habían guardado en el aeropuerto internacional desde el desarme de las fuerzas rivales en marzo. Los rebeldes, que afirmaron que su actuación ha sido motivada por la negativa de Vieira a permitir que la guardia presidencial que se desarmara, rodearon el palacio presidencial, obligándole a rendirse. Vieira posteriormente se refugió en la embajada de Portugal, donde el 10 de mayo se firmó la rendición incondicional.

## Transición posterior
El Presidente de la Asamblea Popular Nacional, Malam Bacai Sanhá, fue nombrado presidente interino de la república hasta que se celebraron las elecciones. El Gobierno de Unidad Nacional, incluidos los ministros designados por Vieira, permanecieron en el cargo. En una reunión de los órganos del PAIGC ese mes, Manuel Saturnino da Costa fue designado para sustituir a Vieira como líder del partido. En una reunión tripartita realizada a finales de mayo por los representantes del gobierno, la junta militar y los partidos políticos, se acordó que Vieira debe ser juzgado por su participación en el tráfico de armas a los separatistas de Casamance y por delitos políticos y económicos relacionados con sus condiciones en el cargo. Vieira acuerda ir a juicio, pero solo después de recibir tratamiento médico en el extranjero, después de lo cual se comprometió a volver a Guinea-Bisáu. En una reunión de ministros de Exteriores de la CEDEAO, celebrada en Togo de ese mes, el derrocamiento de Vieira fue condenado y las demandas fueron hechas por él para que se le permita salir de Guinea-Bisáu. También se decidió que las fuerzas del ECOMOG se retirarían del país. Las tropas del ECOMOG se fueron a principios de junio. Ese mes Vieira se le permitía salir de Guinea-Bisáu para recibir tratamiento médico en Francia. Sanhá citó razones humanitarias, para permitir la salida de Vieira, pero insistió en que él volvería a ser juzgado. En el mismo mes Sanhá afirmó que las elecciones presidenciales y legislativas tendrán lugar el 28 de noviembre. En julio, las enmiendas constitucionales que se introdujeron limita la duración del mandato presidencial a dos mandatos y abolió la pena de muerte. También se estipuló que a los cargos públicos principales solo podrían participar los nacidos en el país o hijos de nacionales.
El 28 de noviembre, las elecciones presidenciales y legislativas se celebraron con el opositor Partido de Renovación Social (PRS), ganando 38 de los 102 escaños convirtiéndose en el mayor partido representado en la Asamblea Nacional del Poder Popular. El gobernante PAIGC obtuvo sólo 24 escaños. El candidato presidencial de PRS, Kumba Ialá, obtuvo el primer lugar ganando 38,81% de los votos. En una segunda vuelta celebrada el 16 de enero de 2000, derrotó fácilmente Ialá al presidente interino Malam Bacai Sanhá del PAIGC, ganando el 72% de los votos. Fue juramentado el 17 de febrero de 2000.